# An Sơn (huyện)
An Sơn là một huyện cũ thuộc tỉnh Thuận Hải. Huyện An Sơn ngày nay tương ứng với các huyện Ninh Phước và Ninh Sơn thuộc tỉnh Ninh Thuận.

## Lịch sử
Huyện được thành lập từ ngày 27 tháng 4 năm 1977 trên cơ sở hợp nhất huyện An Phước, huyện Ninh Sơn và 3 phường: Đô Vinh, Phước Mỹ, Thanh Sơn của thị xã Phan Rang (sau 3 phường này chuyển thành thị trấn Tháp Chàm).
Khi mới hợp nhất, huyện An Sơn có thị trấn Tháp Chàm và 24 xã: Hòa Sơn, Lâm Sơn, Mỹ Sơn, Nhơn Sơn, Phước Bình, Phước Đại, Phước Dân, Phước Hà, Phước Hậu, Phước Hòa, Phước Hữu, Phước Nam, Phước Sơn, Phước Tân, Phước Thái, Phước Thắng, Phước Thành, Phước Thuận, Phước Tiến, Phước Trung, Quảng Sơn, Tân Sơn, Tây Phước, Tương Phúc.
Ngày 13 tháng 9 năm 1979, thành lập ở khu kinh tế mới Nhị Hà (xã Phước Hà) một xã mới lấy tên là xã Nhị Hà.
Phía Bắc giáp hai huyện Diên Khánh, Cam Ranh của tỉnh Phú Khánh và huyện Ninh Hải của tỉnh Thuận Hải, phía Nam giáp huyện Tuy Phong, phía Đông giáp biển Đông, phía Tây giáp hai huyện Đơn Dương và Đức Trọng của tỉnh Lâm Đồng.
Cuối năm 1980, đơn vị hành chính của huyện An Sơn gồm thị trấn Tháp Chàm và 25 xã: Hòa Sơn, Lâm Sơn, Mỹ Sơn, Nhị Hà, Nhơn Sơn, Phước Bình, Phước Đại, Phước Dân, Phước Hà, Phước Hậu, Phước Hòa, Phước Hữu, Phước Nam, Phước Sơn, Phước Tân, Phước Thái, Phước Thắng, Phước Thành, Phước Thuận, Phước Tiến, Phước Trung, Quảng Sơn, Tân Sơn, Tây Phước, Tương Phúc.
Ngày 1 tháng 9 năm 1981, huyện An Sơn được tách thành 2 huyện Ninh Phước và Ninh Sơn:
- Huyện Ninh Phước có 13 xã: An Hải, Nhị Hà, Phước Dân, Phước Diêm, Phước Dinh, Phước Hà, Phước Hải, Phước Hậu, Phước Hữu, Phước Nam, Phước Sơn, Phước Thái, Phước Thuận. Trong đó, 4 xã: Phước Diêm, Phước Dinh, Phước Hải, An Hải được chuyển từ huyện Ninh Hải cắt sang.
- Huyện Ninh Sơn có 16 xã: Hòa Sơn, Lâm Sơn, Mỹ Sơn, Nhơn Sơn, Phước Bình, Phước Đại, Phước Hòa, Phước Tân, Phước Thắng, Phước Thành, Phước Tiến, Phước Trung, Quảng Sơn, Tân Sơn, Tây Phước, Tương Phúc.